# Uniwersytet Wirginii Zachodniej
Uniwersytet Wirginii Zachodniej (ang. West Virginia University) – amerykańska uczelnia wyższa z siedzibą w Morgantown, w Wirginii Zachodniej. 
Uniwersytet założono w 1867 roku dzięki ustawie Morrilla, podpisanej przez Abrahama Lincolna, i początkowo funkcjonował on pod nazwą Agricultural College of West Virginia. W 1868 uczelnia zmieniła nazwę na West Virginia University. Barwy uczelni, przyjęte w 1890, to kolory złoty i niebieski. 
Instytucja składa się z 16 wydziałów. Jesienią 2016 liczba studentów wynosiła 31 287. W 2017 w rankingu uniwersytetów amerykańskich uczelnia uplasowała się na 183. pozycji. 
Drużyny sportowe Uniwersytetu Wirginii Zachodniej noszą nazwę West Virginia Mountaineers i występują w NCAA Division I. Najbardziej utytułowaną jest sekcja strzelectwa, która do 2016 zdobyła 18 tytułów mistrzowskich National Collegiate Athletic Association.